# يائير زيف
يائير زيف هو لاعب كرة قدم إسرائيلي في مركز الدفاع، ولد في 27 أبريل 1994 في الخضيرة في إسرائيل. لعب مع مكابي نتانيا.